# Karen Ann Quinlan
Karen Ann Quinlan (Scranton, 29 marzo 1954 – Morris Plains, 11 giugno 1985) è stata una donna statunitense, diventata una figura importante nel dibattito sul diritto di morte negli Stati Uniti. 
A soli 21 anni, finì in coma in seguito all'abuso di alcol, di farmaci e di una dieta fortemente ipocalorica e rimase in stato vegetativo per 10 anni. I suoi genitori adottivi chiesero più volte l'eutanasia per la figlia, fino alla sua morte per cause naturali nel 1985.

## Biografia
Karen nacque in Pennsylvania nel 1954 da una ragazza di origine irlandese, che decise di darla in adozione. 
Qualche settimana dopo la nascita venne adottata da Joseph e Julia Quinlan, una coppia cattolica che viveva nel paese di Landing, nel comune di Roxbury, in New Jersey. Dopo l'arrivo di Karen, Julia e Joseph ebbero altri due figli biologici: Mary Ellen, nata nel 1956, e John, nato nel 1957. 
Karen studiò alla Morris Catholic High School di Denville; dopo il diploma, dal 1972 al 1974 lavorò come operaia alla Mykroy Ceramics Corporation di Ledgewood e, negli anni successivi, svolse diversi altri lavori. Era, inoltre, cantante in un gruppo e veniva descritta come "un maschiaccio" dai suoi genitori adottivi. 
All'inizio dell'aprile del 1975, poco dopo aver compiuto 21 anni, Karen lasciò la casa dei genitori e si trasferì con due coinquilini in una casa a pochi chilometri di distanza, a Byram. 

### L'incidente e lo stato vegetativo
Il 15 aprile 1975, pochi giorni dopo essersi trasferita nella sua nuova casa, Karen partecipò alla festa di compleanno di un amico in un locale (allora conosciuto come Falconer's Lackawanna Inn) sul lago Lackawanna, a Byram.  
Non mangiava quasi nulla da giorni (da quando si era trasferita nella nuova casa aveva iniziato una dieta radicale), e durante la serata fu vista bere diversi bicchieri di gin tonic e aver preso del Quaaludes, un farmaco simile ai barbiturici spesso utilizzato come droga. Poco dopo si sentì svenire e fu subito portata a casa e messa a letto. Quando gli amici la controllarono, circa 15 minuti dopo, scoprirono che non respirava più: chiamarono subito un'ambulanza e fu tentata una respirazione bocca a bocca, che sembrò restituire colore al pallore della ragazza senza, tuttavia, riuscire a farla tornare cosciente. Fu dunque ricoverata al Newton Memorial Hospital in stato comatoso.   
Per nove giorni restò in una condizione non responsiva prima di essere trasferita al Saint Clare's Hospital, una struttura più attrezzata a Boonton. Karen pesava 52 kg al momento del ricovero in ospedale e le venne diagnosticato un danno cerebrale irreversibile, causato dal lungo periodo di insufficienza respiratoria (15-20 minuti). Non fu stabilita la causa precisa dell'insufficienza respiratoria. In ogni caso, il suo cervello rimase danneggiato tanto da farla entrare in uno stato vegetativo persistente. I suoi occhi erano "disconiugati", cioè non si muovevano più in modo sincrono. La sua EEG mostrava soltanto un'anomala attività ad onde lente.
Nei mesi successivi rimase in ospedale ma le sue condizioni si deteriorarono progressivamente: arrivò a pesare 36 kg, era soggetta a imprevedibili e violenti spasmi degli arti e le veniva somministrato un sondino naso-gastrico per nutrirla e un ventilatore artificiale per aiutarla a respirare.

### La battaglia legale
I genitori di Karen Quinlan chiesero che le fosse staccato il ventilatore, da loro ritenuto un accanimento terapeutico che le provocava dolore. La direzione dell'ospedale fu d'altra parte avvertita dal procuratore del New Jersey che sarebbe partita l'accusa di omicidio nel caso il ventilatore fosse stato staccato; per questo i sanitari cercarono, insieme ai coniugi Quinlan, di trovare il quadro giuridico che permettesse l'azione.
I genitori di Karen Quinlan presentarono una causa alla Corte Superiore del New Jersey della Contea di Morris il 12 settembre 1975 per chiedere di cessare l'accanimento terapeutico nei confronti della figlia adottiva: gli avvocati dei Quinlan sostenevano che solo Karen Ann avrebbe potuto decidere se rimanere in vita o meno, mentre il tutore nominato per Karen affermava che togliere i ventilatori sarebbe stato un omicidio. Il giudice della Corte Superiore respinse la richiesta dei coniugi Quinlan.
I Quinlan fecero dunque ricorso alla Corte Suprema del New Jersey, la quale, con la sentenza 70 N.J. 10; 355 A.2d 647, "In the matter of Karen Quinlan, an alleged incompetent" ("Sul caso di Karen Quinlan, presunta non in grado di intendere e volere"), accolse la richiesta del padre adottivo di interrompere la ventilazione a Karen: facendo riferimento all'interpretazione del diritto costituzionale riguardo alla tutela della vita privata del V emendamento, stabilì che i genitori potevano esprimere una richiesta simile in nome della figlia.

### La vita dopo la sentenza e la morte
I genitori di Karen avevano richiesto il distacco del ventilatore perché provocava dolore, ma non della sonda di alimentazione, che non era dolorosa e quindi non era vista come un mezzo di accanimento terapeutico.
Dopo lo stacco del ventilatore nel maggio 1976, Karen riuscì a respirare autonomamente e continuò a vivere in uno stato vegetativo persistente fino alla sua morte, avvenuta per insufficienza respiratoria a seguito di complicazioni da polmonite l'11 giugno 1985 all'età di 31 anni, a Morris Plains, nel New Jersey. 
Quando seppero che Karen era sul punto di morte, i suoi genitori chiesero che non venisse impiegato alcun mezzo aggiuntivo per salvarla. 
Venne sepolta nel cimitero del Gate of Heaven a East Hanover, nel New Jersey.

### L'autopsia
Tredici ore dopo la morte, al corpo di Karen venne eseguita l'autopsia. L'intero cervello e il midollo spinale vennero prelevati per l'esame istologico. 
Contrariamente alle aspettative, il danno più grave non era nella corteccia cerebrale, ma nel talamo, mentre il tronco cerebrale era relativamente intatto. I reperti neuropatologici comprendevano estese cicatrici talamiche bilaterali, cicatrici corticali bilaterali principalmente nel polo occipitale e regione parieto-occipitale parasagittale, oltre che danni bilaterali alle regioni cerebellare e focale-basale-gangliare. 
Il tronco cerebrale, il proencefalo basale, le componenti ipotalamiche dei sistemi di attivazione ascendente e le regioni del tronco cerebrale critiche per il controllo cardiaco e respiratorio non erano danneggiate. Le lesioni erano coerenti con la diagnosi di ipossia-ischemia dopo l'arresto cardiopolmonare. 
Il cervello e il midollo spinale vennero conservati con la paraffina per tre anni. I risultati suggerirono che il talamo svolge un ruolo particolarmente importante nella coscienza. L'autopsia sul cadavere rivelò invece che la causa immediata della morte era stata una combinazione di broncopolmonite batterica, endocardite vegetativa e meningite. I risultati includevano:
- cachessia grave (peso corporeo, 27 kg);
- iperestensione del collo con deviazione del volto verso destra;
- gravi contratture alla flessione e atrofia del muscolo scheletrico;
- ulcere croniche da decubito;
- emboli settici nel cuore, nei reni, nella milza e nell'intestino tenue;
- un infarto renale subacuto;
- esaurimento lipidico surrenale[4].

### Il caso dal punto di vista etico
La teologia morale cattolica non richiede che vengano impiegati "mezzi straordinari" pur di preservare la vita di un paziente: si intendono qualsiasi tipo di procedura che potrebbe comportare un onere eccessivo per il paziente, la famiglia o altri e che, allo stesso tempo, non darebbe luogo ad alcuna ragionevole speranza di beneficio per il paziente. Una persona quindi (o il suo rappresentante nel caso in cui questa non fosse in grado di decidere) può rifiutare i mezzi di trattamento straordinari, anche se ciò accelera il processo di morte naturale ed è considerato un procedimento etico: è a questo principio che i genitori di Karen si appellarono quando chiesero che il ventilatore meccanico fosse rimosso, citando una dichiarazione di Papa Pio XII del 1957. 
Nel 1980 i genitori aprirono il primo Karen Ann Quinlan Hospice a Newton per i pazienti che necessitano di cure palliative. In seguito ne aprirono altri tre.

## Il caso Quinlan nei media
I genitori adottivi pubblicarono il libro Karen Ann: The Quinlans Tell Their Story nel 1977: 
La madre Julia Quinlan pubblicò in seguito il libro My Joy, My Sorrow: Karen Ann's Mother Remembers nel 2005, a trent'anni dal tragico incidente. 
Nel 1977 uscì sul canale televisivo NBC il film In The Matter of Karen Ann Quinlan, con Piper Laurie e Brian Keith nei panni dei genitori di Karen.
Il personaggio principale del romanzo del 1998 di Douglas Coupland, Fidanzata in coma (Girlfriend in a Coma), è Karen Ann McNeil, che sviene dopo una festa in cui ha preso Valium e bevuto dell'alcool e che, come Quinlan, aveva in precedenza deliberatamente smesso di mangiare per adattarsi a un vestito (in questo caso un bikini). Per questi motivi (e per i frequenti riferimenti nostalgici agli eventi degli anni '70 nelle opere di Coupland) si pensa che il personaggio sia ispirato liberamente alla storia di Karen Ann Quinlan. Nel romanzo, però, Karen si risveglia dopo essere stata in coma per quasi diciotto anni.